# 구마소
구마소(일본어: 熊襲)는 일본의 고사기(古事記)와 일본서기(日本書紀)에 등장하는 지방 세력이다. 규슈 남부의 襲国（ソノクニ）소노 쿠니에 본거지를 두어 야마토 정권에 저항했으며 역시 규슈 남부에 있었던 하야토와 동일한 민족이라는 설과 별개의 민족이라는 설이 있다. 고사기에는 구마소(熊曾)과 표기되고, 일본서기에는 구마슈(熊襲), 지쿠젠노쿠니풍토기(筑前国風土記)에서는 구마소오(球磨囎唹)로 기록되었다.

## 같이 보기
- 하야토
- 해인족